# İsmail Ayaz
İsmail Ayaz (* 4. Januar 1995 in Istanbul) ist ein türkischer Fußballspieler.

## Karriere
Ayaz begann mit dem Vereinsfußball in der Jugend von Gaziosmanpaşaspor, dem Verein seines Istanbuler Stadtteils Gaziosmanpaşa. Von hier aus wechselte er 2013 in die Nachwuchsabteilung von Kasımpaşa Istanbul.
Gegen Ende der Hinrunde der Saison 2014/15 wurde er erst am Training der Profimannschaft beteiligt und gab schließlich am 13. Dezember 2014 in der Ligabegegnung gegen Eskişehirspor sein Profidebüt. Etwa einen Monat vorher hatte er von seinem Klub auch einen Profivertrag erhalten. Er wurde 2017 an Sivas Belediyespor ausgeliehen, wo er weiter an Erfahrung gewinnen konnte. Nach seiner Rückkehr zu Kasımpaşa hatte der Verein keine Verwendung mehr für ihn, so wechselte er im selben Jahr noch zu Eyüpspor. Er wurde Stammspieler, was ihm bei der folgenden Station Sarıyer SK nicht gelang. Über Kirklarelispor gelangte er zu Hendekspor.